# Wereldkampioenschappen boogschieten 1935
De Wereldkampioenschappen boogschieten 1935 waren door de Fédération Internationale de Tir à l'Arc (FITA) georganiseerde kampioenschappen voor boogschutters. De vijfde editie wereldkampioenschappen vond plaats in het Belgische Brussel van 26 tot en met 31 augustus 1935. Er namen 68 boogschutters deel uit acht landen in vier evenementen. De landenploegen bestonden uit vier of vijf deelnemers waarvan er drie deelnamen en de rest fungeerde als reserve.

## Geschiedenis
De resultaten van het herentoernooi eindigde in een controverse. Voor de eerste (en enige) keer nam de wedstrijd een eliminatie formaat: na een standaard internationale ronde, bestaande uit 6 rondes geschoten op verschillende lengtes van 30m tot 90m, namen de 15 schutters met de hoogste cumulatieve score deel aan een laatste ronde, geschoten op 30m, om de kampioen te beslissen.
In de vrouwencompetitie was de uiteindelijke winnaar Ina Catani dezelfde als de winnaar van de eerste ronde. Bij de mannen hadden de Tsjechoslowaakse boogschutters die de eerste ronde hadden gedomineerd het op moeten nemen tegen de gastheer, de Belgische boogschutters, die de kortere afstanden onder de knie hadden. Adrien Van Kolen, winnaar van de eindronde, werd kampioen, maar Jaroslav Leneček, die in de eerste ronde aan de top stond en onder het vorige format kampioen zou zijn geweest, kreeg een speciale 'High Total'-trofee uitgereikt.

## Medaillewinnaars
| M/V | Onderdeel   | Goud                                         | Zilver                                                                            | Brons                                                                         |
| M   | Individueel | Adrien Van Kolen                             | Georges De Rons                                                                   | Frans Walraevens                                                              |
| M   | Team        | Jaroslav Leneček Dvoracek Kucera Alfred Popp | Oscar Kessels Hubert Van Innis Georges De Rons Adrien Van Kolen Antoine Van Kolen | Henry Kjellson Emil Heilborn Eric Hansson                                     |
| V   | Individueel | Ina Catani                                   | E. Atkinson                                                                       | Janina Kurkowska                                                              |
| V   | Team        | E. Atkinson Louise Nettleton Barneby         | Ina Catani Lisa Heilborn Lindstrom                                                | Janina Kurkowska Matylda Janecka Maria Stępień Anna Moczulska Zofia Bunschowa |

| Rang   | Land                | Goud | Zilver | Brons | Totaal |
| ------ | ------------------- | ---- | ------ | ----- | ------ |
| 1      | België              | 1    | 2      | 1     | 4      |
| 2      | Zweden              | 1    | 1      | 1     | 3      |
| 3      | Verenigd Koninkrijk | 1    | 1      | 0     | 2      |
| 4      | Tsjecho-Slowakije   | 1    | 0      | 0     | 1      |
| 5      | Polen               | 0    | 0      | 2     | 2      |
| Totaal | Totaal              | 4    | 4      | 4     | 12     |

1931 ·
1932 ·
1933 ·
1934 ·
1935 ·
1936 ·
1937 ·
1938 ·
1939 ·
1946 ·
1947 ·
1948 ·
1949 ·
1950 ·
1952 ·
1953 ·
1955 ·
1957 ·
1958 ·
1959 ·
1961 ·
1963 ·
1965 ·
1967 ·
1969 ·
1971 ·
1973 ·
1975 ·
1977 ·
1979 ·
1981 ·
1983 ·
1985 ·
1987 ·
1989 ·
1991 ·
1993 ·
1995 ·
1997 ·
1999 ·
2001 ·
2003 ·
2005 ·
2007 ·
2009 ·
2011 ·
2013 ·
2015 ·
2017 ·
2019 ·
2021 ·
2023 ·